# Potnia theron
Potnia theron (altgriechisch Πότνια θηρῶν Pótnia thērṓn, deutsch ‚Beherrscherinn des Wildes‘) war eine weibliche Gottheit aus der Antike, die als Herrin der wilden Tiere, aber auch Fabelwesen und Zwittergestalten, auftrat und für den Schutz der wild lebenden Tiere zuständig war. Der Begriff tritt erstmals bei Homer auf, im 21. Buch der Ilias, Vers 470, und wird dort mit der Göttin Artemis gleichgesetzt.

## Ilias

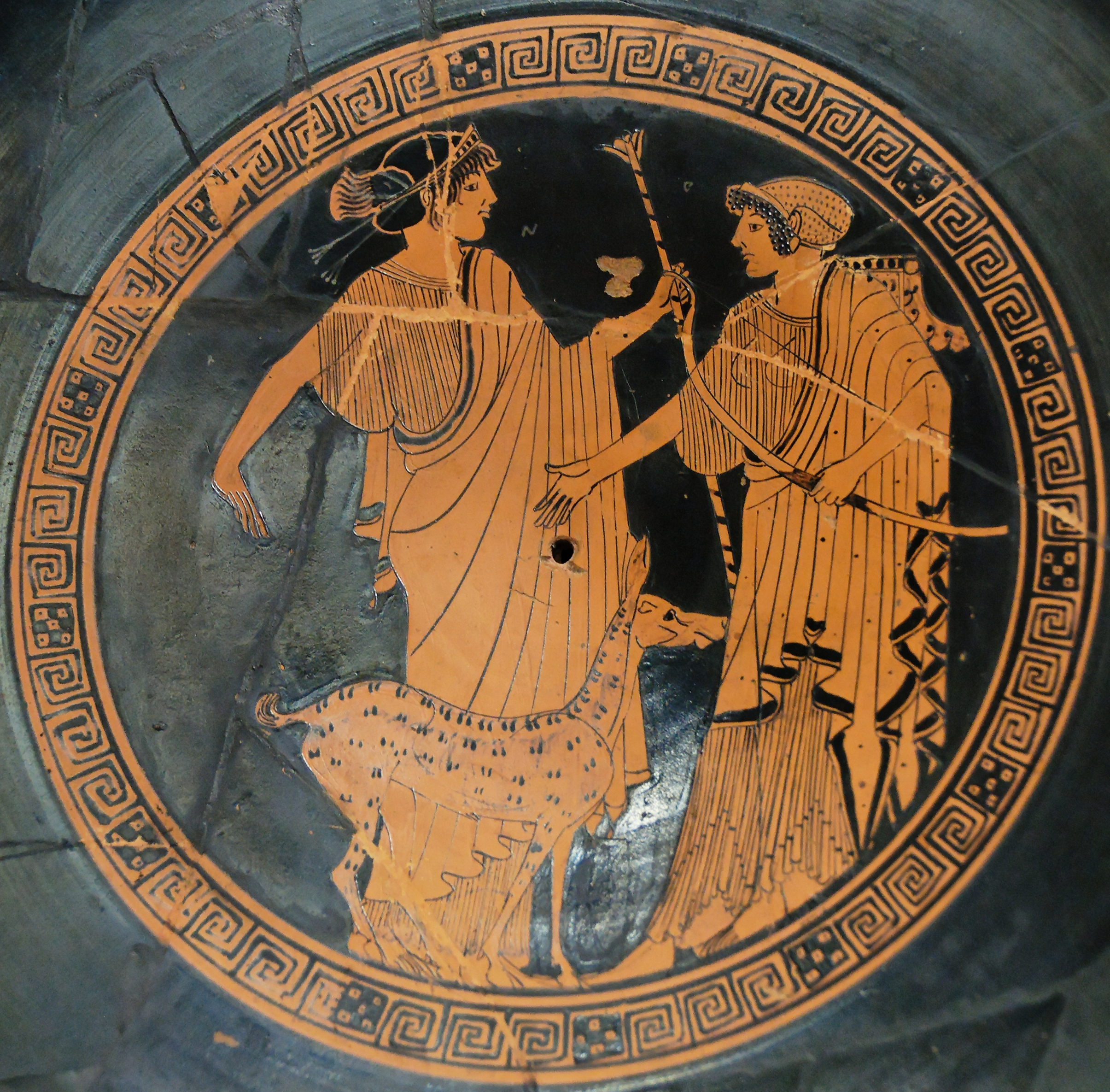
Apollon und Artemis, Medaillon auf einem Attischen Krug

In Homers Ilias wendet sich Artemis an ihren Zwillingsbruder Apollon, der einem Kampf mit Poseidon ausweicht, den er nicht um der „Sterblichen“ willen zu führen gedenkt. Die Verse 470 bis 477 des 21. Gesangs lauten im griechischen Originaltext und der deutschen Übersetzung von Thassilo von Scheffer (Potnia theron im griechischen Originaltext zur Verdeutlichung in grüner Schrift):
τὸν δὲ κασιγνήτη μάλα νείκεσε πότνια θηρῶν

Ἄρτεμις ἀγροτέρη, καὶ ὀνείδειον φάτο μῦθον:

φεύγεις δὴ ἑκάεργε, Ποσειδάωνι δὲ νίκην

πᾶσαν ἐπέτρεψας, μέλεον δέ οἱ εὖχος ἔδωκας:

νηπύτιε τί νυ τόξον ἔχεις ἀνεμώλιον αὔτως;

μή σευ νῦν ἔτι πατρὸς ἐνὶ μεγάροισιν ἀκούσω

εὐχομένου, ὡς τὸ πρὶν ἐν ἀθανάτοισι θεοῖσιν,

ἄντα Ποσειδάωνος ἐναντίβιον πολεμίζειν.
Aber da schalt ihn bitter die Schwester, die Herrin des Wildes,

Artemis, die die Fluten durcheilt, und schmähend begann sie:

»Wirklich, o trefflicher Schütze, du fliehst, und läßt dem Poseidon

Völlig den Sieg und läßt ihm leichterrungene Ehre?

Tor, warum nur trägst du deinen Bogen so zwecklos?

Daß ich dich nur nicht künftig im Saal des Vaters vernehme

Prahlenden Wortes wie einst im Kreise der ewigen Götter:

Wider Poseidon würdest du mutig im Kampfe dich wenden.«

## Deutung

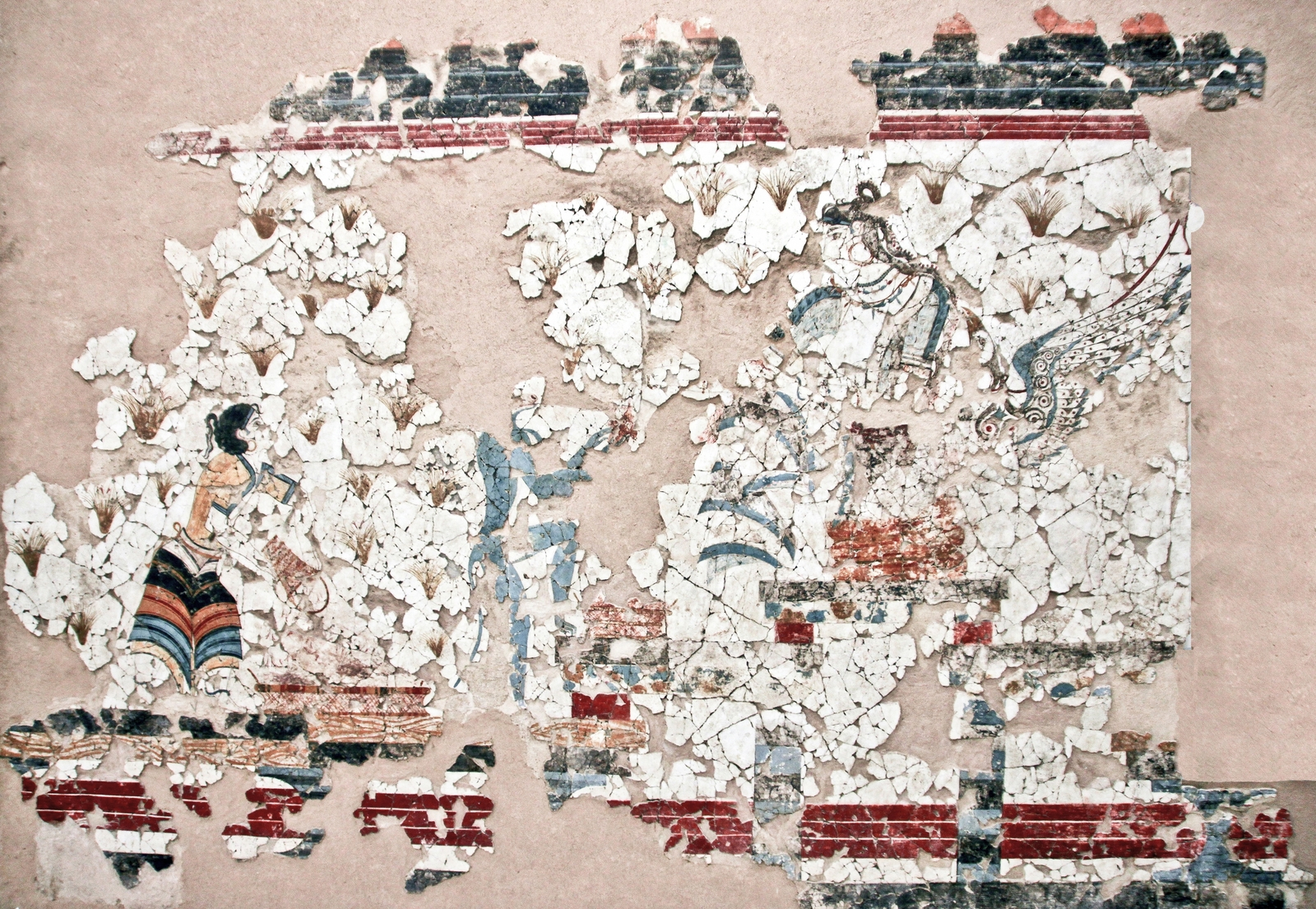
Fresko der Potnia Theron aus Akrotiri auf der Insel Santorin

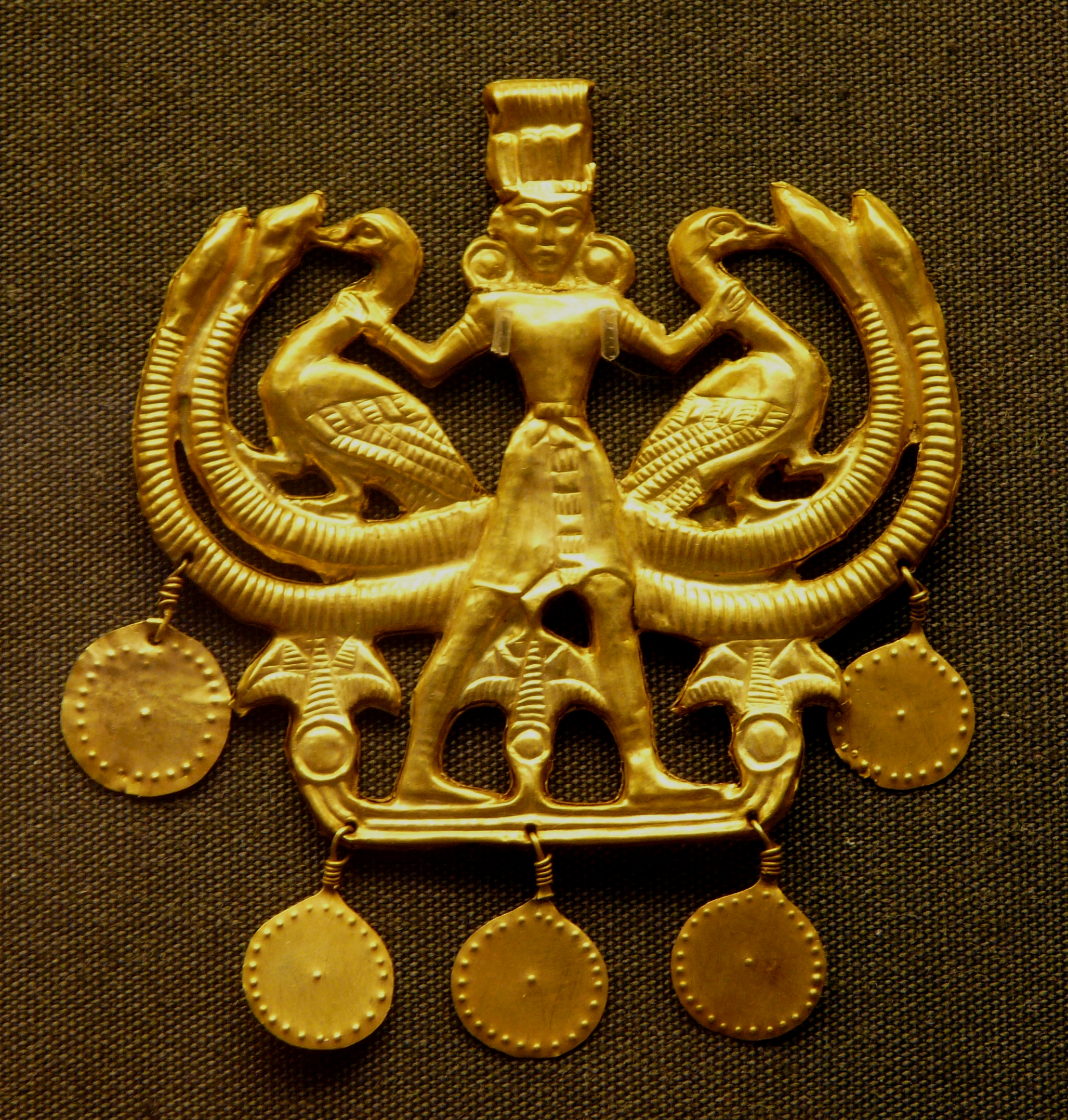
Ägyptisch beeinflusster minoischer Goldanhänger aus dem 15. Jahrhundert v. Chr. mit einem mutmaßlich männlichen Herrn der Tiere mit zwei Gänsen und vier Schlangen über drei Lotusblüten, gefunden auf der Insel Ägina

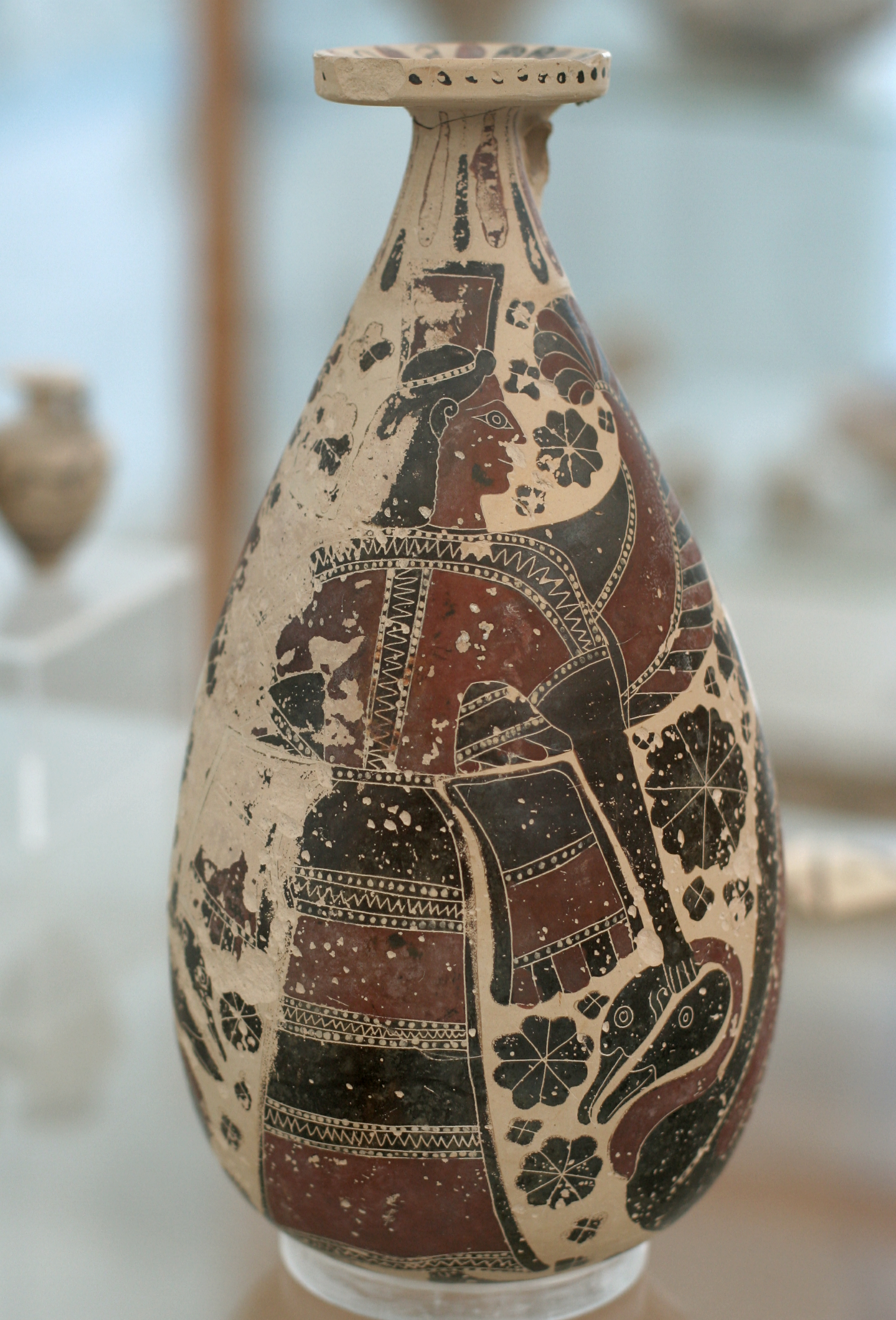
Potnia theron auf einem Gefäß von der Insel Delos um 620 v. Chr.

Archäologen, Kultur- und Religionswissenschaftler übertrugen den Begriff auf eine Göttin aus der minoischen Kultur (ca. 2000 v. Chr. bis ca. 1400 v. Chr.). Aus der Neupalastzeit (1700 bis 1450 v. Chr.) wurden Halsketten und Diademe mit Abbildungen der Pótnia Therón und Seepolypen in Kato Zakros gefunden. Als einziges erhaltenes Wandbild, auf dem die Pótnia Therón dargestellt ist, gilt ein Fresko aus dem bronzezeitlichen Akrotiri auf Santorin, auf dem sich die Göttin in Begleitung eines Affen und eines Greifen befindet.
Weitere Übertragungen fanden auf andere Göttinnen statt, die zusammen mit Tieren abgebildet wurden und Macht über diese zeigen. Darunter sind Abbildungen auf den Ägäis-Inseln aus der Archaik, die ebenfalls als Pótnia Therón bezeichnet werden.
Die Pótnia Therón wurde in der Mythologie der klassischen Antike mit der Göttin Artemis gleichgesetzt, in der römischen mit der Diana und in der etruskischen mit Artumes.
Ein männliches Äquivalent ist der Herr der Tiere, der in der minoischen Kultur und in verschiedenen weiteren vorkommt und auch mit dem Gehörnten Gott identifiziert wird.

## Linear B
Der Kernbestandteil des Namens Potnia, was in etwa Muttergottheit bedeutet; in Knossos und Pylos wurden mehrere Tafeln in Linearschrift B mit verschiedenen weiteren Attributen entdeckt:
- po-ti-ni-ja (= Potnia)
- a-ta-na po-ti-ni-ja und da-pu-ri-to-jo po-ti-ni-ja (= Atana Potnia)
- a-si-wi-ja (= Potnia Aswia)
- po-ti-ni-ja i-qe-ja (= Potnia Hikkweia oder Potnia Hippeia)